# Clélie

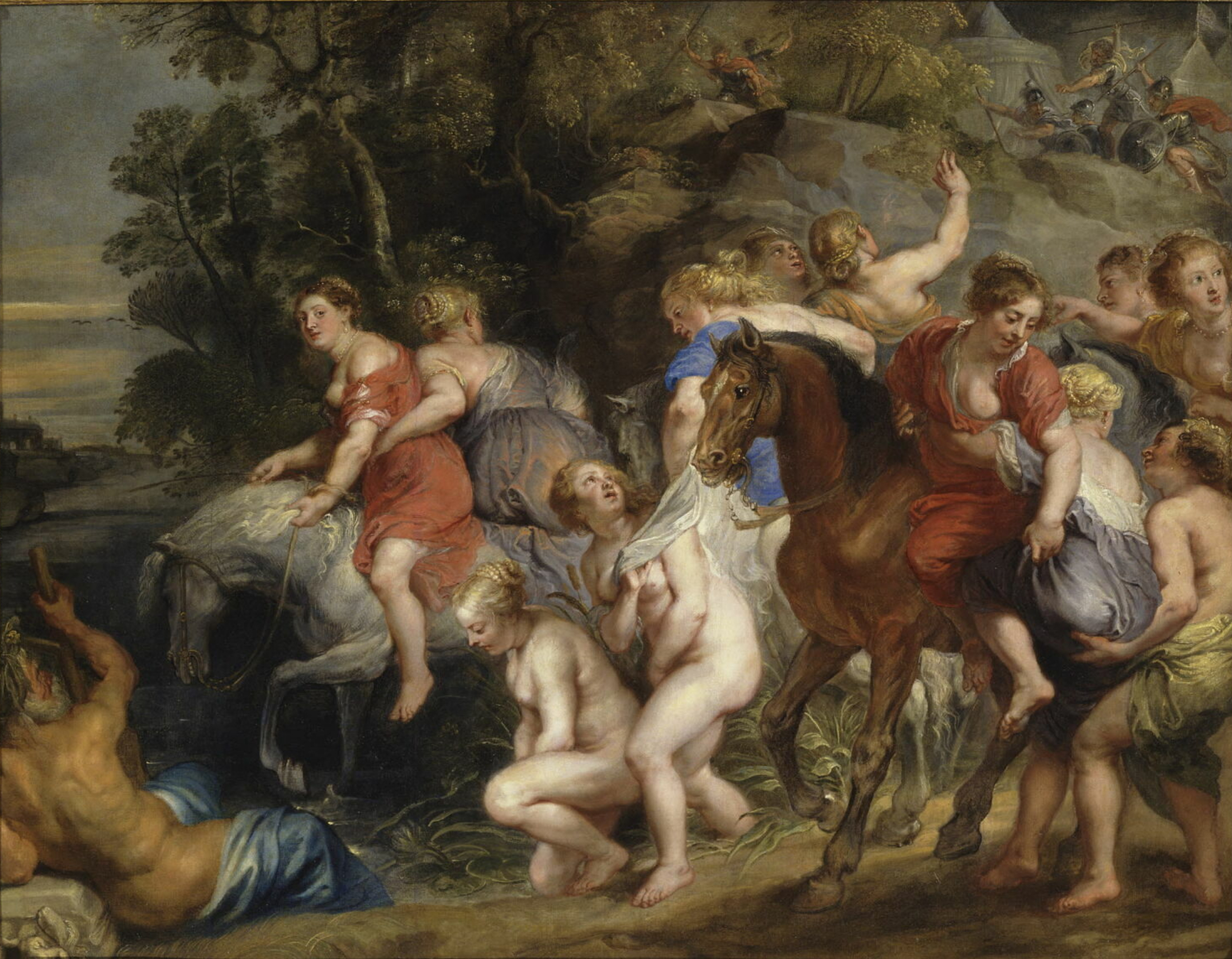
Clélie passant le Tibre, Pierre-Paul Rubens, 1630-1640.

Clélie est une héroïne romaine des débuts de la République romaine, qui marqua la guerre contre Porsenna d'un exploit en 507 av. J.-C. Son nom a pour origine latine Clelia, provenant du verbe cluere qui pourrait être interprété par « avoir de la renommée ».

## Contexte
Après la proclamation de la République en 509 av. J.-C. et l'expulsion des Tarquins hors de Rome, ceux-ci se réfugient chez le roi étrusque Porsenna et le persuadent de combattre à leurs côtés pour les rétablir sur le siège ,,. La guerre, d'abord à l'avantage de Porsenna qui prend le Janicule,, se transforme en un siège formidable , Et les Romains ne purent que céder, donc pour calmer le conflit, ils livrèrent des otages (dont Clélie), en échange de la paix.   

## Exploit
La rusée Clélie, prise comme otage par le roi étrusque Porsenna en échange de la levée de son siège sur Rome, traverse le Tibre à la nage,, elle a eu recours à un certain stratagème pour échapper à la surveillance des soldats : elle et d'autres femmes demandent à se baigner dans le fleuve et une fois sur la berge, elles refusent que les soldats les voient nue. Elles profitent de ce qu'ils ne la regardent plus pour fuir à la nage. Revenue dans Rome, elle n'y reste pas longtemps car Porsenna la réclame de nouveau avec d'autres femmes romaines, et les Romains acceptent, pour ne pas rompre la paix. Elle est ramenée, accompagnée par le consul Publicola, mais, sur le chemin du camp étrusque, les Tarquins lui tendent une embuscade qui échoue,. Cependant, le roi étrusque, pris d'admiration pour son exploit, la congédie et lui permet de prendre avec elle les otages qu'elle veut. Elle choisit les enfants, ainsi que les femmes, d'après Aurelius Victor. Il s'agit pour elle de leur épargner des atteintes à leur pudeur. Elle est acclamée pour son courage extraordinaire — on lui reconnaît une « nova virtus » — et une statue équestrelui est érigée sur la Voie Sacrée,.

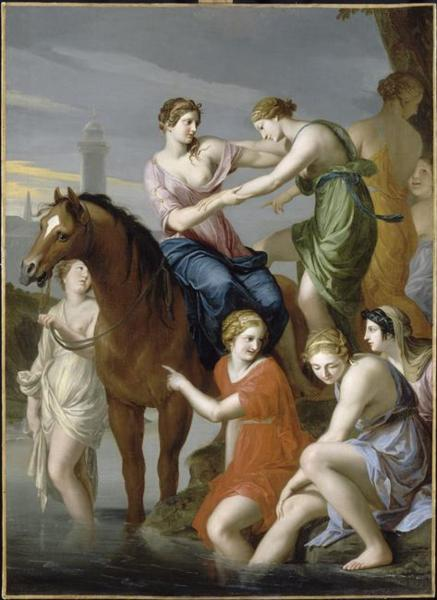
Clélie passant le Tibre, Jacques Stella (1653-1654).

## Interprétation
La mythologie comparée trouve des similitudes entre le diptyque formé par Horatius Coclès et Mucius Scaevola, le Borgne et le Gaucher, dans le récit historique, et les frères Pandava dans le mythe indien du Mahabharata. Clélie, sauveuse des Romains, serait de même l'homologue de Draupadi, la femme des Pandava, qui exige leur libération de leur ennemi Duryodhana. Elle se distingue donc de la structure de l'action pour « sauver l'équipe romaine ». Pour Georges Dumézil, elle incarne alors ce que l'on a appelé les trois fonctions indo-européennes : la fonction sacrée, par la fascination qu'elle exerce envers Porsenna — non seulement pour son courage, mais aussi pour son corps, auquel le roi étrusque refuse que les Tarquin s'attaquent —, la fonction guerrière, par son exploit viril — et les récompenses viriles qu'elle reçoit, notamment le cheval — et la fonction reproductrice, lorsqu'elle sauve les femmes et les enfants.

## Clélie dans l'art
Les nombreuses peintures qui représentent Clélie, comme celles de Rubens ou de Stella au musée du Louvre, ou encore de Beccafumi, s'attachent pour la plupart à l'exploit initial, l'héroïque traversée du Tibre telle que la décrit Tite-Live, mais montrent pourtant une Clélie épanouie, presque lascive, dont les compagnes se baignent avec candeur chez Stella. On retrouve donc la contradiction propre au personnage de Clélie : elle fuit Porsenna — en cela elle l'offense — en même temps qu'elle se fait désirer de lui, et que c'est ce désir même qui donne de la valeur à son exploit.
En littérature, Clélie, histoire romaine est un célèbre roman de Madeleine de Scudéry, publié de 1654 à 1660, et considéré comme emblème de la littérature précieuse. Madeleine de Scudéry y entrelace les personnages et événements de l'histoire de la royauté à Rome tels que relatés par les historiens comme Tite-Live avec des personnages fictifs, souvent faits pour servir d'allusions à telle ou telle personne réelle de son entourage au sein du salon littéraire qu'elle anime. Le roman contient une part d'aventure, une part d'intrigue politique, et de nombreuses conversations au sujet de l'amour, de l'amitié et plus généralement des relations sociales.

### Sources primaires
- Tite-Live, Histoire romaine [détail des éditions] [lire en ligne], II, 13
- Denys d'Halicarnasse, Antiquités romaines [détail des éditions] [lire en ligne], V, 4
- Plutarque, Vies parallèles [détail des éditions] [lire en ligne], « Vie de Publicola »
- Aurelius Victor, Hommes illustres de la ville de Rome [détail des éditions] [lire en ligne], 13 — « Clélie »
- Madeleine de Scudéry, Histoires romaines

### Études modernes
- Dominique Briquel, Mythe et révolution. La fabrication d’un récit : la naissance de la république à Rome, Éditions Latomus - Bruxelles, 2007
- Georges Dumézil, Mythe et épopée, vol. III : Histoires romaines, Paris, Gallimard, coll. « Bibliothèque des sciences humaines », 1973, 3e éd., 366 p. (ISBN 2-07-028417-4)

- Romain Turcan et Jean Gagé, « Matronalla. Essai sur les dévotions et les organisations culturelles des femmes dans l'ancienne Rome », Revue de l'histoire des religions, vol. 168, no 1,‎ 1965, p. 92-95 (lire en ligne).
- Paul M. Martin, L'idée de royauté à Rome, vol. I : De la Rome royale au consensus républicain, Clermont-Ferrand, Adosa, 1982, XXVI-412 p. (présentation en ligne).